# Karl Andreas Taube

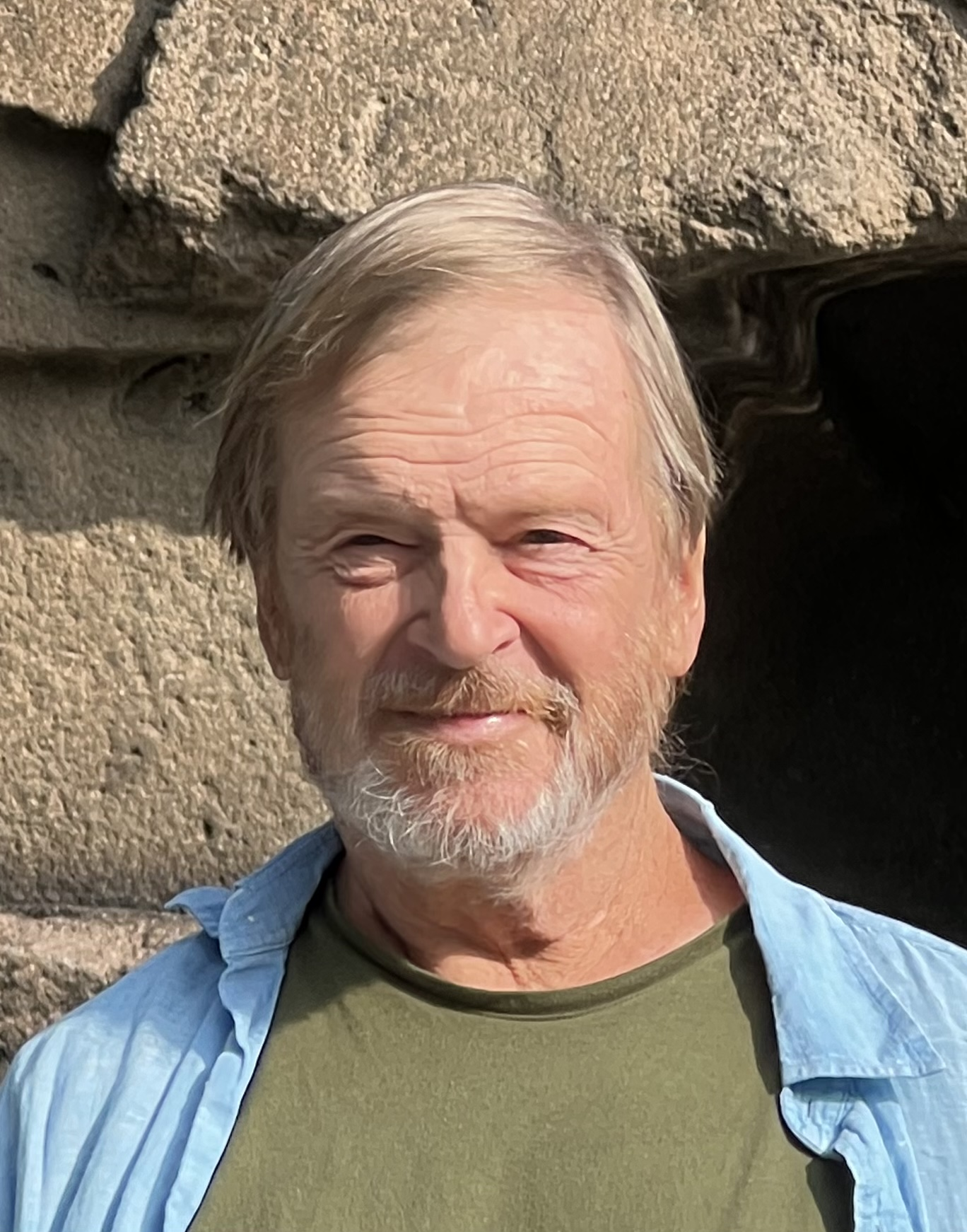
Karl Andreas Taube

Karl Andreas Taube (* 14. September  1957 in Chicago, Illinois) ist ein US-amerikanischer Anthropologe, Ethnologe, Archäologe und Historiker mit Forschungsschwerpunkt Südwesten der Vereinigten Staaten und Mesoamerika.

## Leben

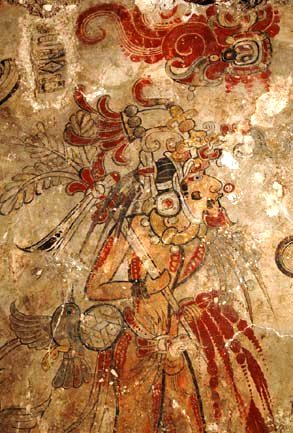
Wandmalerei in San Bartolo

Karl Taube ist ein Sohn des Nobelpreisträgers für Chemie Henry Taube und besuchte wie dieser die Stanford University, wo er 1980 mit einem Bachelor in Anthropologie abschloss. Er setzte sein Studium dann an der Yale University fort, machte 1983 seinen Master und wurde 1988 promoviert. Zu seinen Professoren während der Ausbildung gehörten unter anderen Floyd Lounsbury (1914–1998) oder Michael D. Coe. Er traf dort auch mit Mary Miller zusammen, mit der er gemeinsam 1993 das enzyklopädische Werk The Gods and Symbols of Ancient Mexico and the Maya. herausgab. 
Taube hat zahlreiche Feldforschungen unternommen, so in Chiapas, Zentral-Mexiko, Honduras und Guatemala sowie auf Yucatán, aber auch in Peru und Ecuador. Er hat sich insbesondere mit Zusammenhängen des Maisanbaus und der damit im Zusammenhang stehenden religiösen Symbolik beschäftigt. Ein weiteres Schwerpunktthemenfeld ist der interkulturelle Austausch zwischen den Kulturen in Mesoamerika, etwa der Einfluss Teotihuacans auf die Klassische Periode  der Mayakultur. Bei jüngeren Forschungsprojekten hat sich Taube mit der Ikonographie von Maya-Wandmalereien bzw. deren Deutung in Guatemala, insbesondere in San Bartolo beschäftigt. 
Er ist seit 2009 Professor für Anthropologie an der University of California, Riverside.

## Veröffentlichungen
- The Classic Maya Maize God: A Reappraisal, 1985 (PDF)
- The Albers collection of pre-Columbian art, 1988
- The major gods of ancient Yucatan, 1992
- Aztekische und Maya-Mythen, 1994
- Mythes aztèques et mayas, 1995
- Olmec art at Dumbarton Oaks, 2004